# Grisy-Suisnes
Grisy-Suisnes és un municipi francès, situat al departament de Sena i Marne i a la regió de Illa de França. L'any 2007 tenia 2.287 habitants.
Forma part del cantó de Fontenay-Trésigny, del districte de Melun i de la Comunitat de comunes Brie des Rivières et Châteaux.

## Demografia

### Població
El 2007 la població de fet de Grisy-Suisnes era de 2.287 persones. Hi havia 784 famílies, de les quals 148 eren unipersonals (92 homes vivint sols i 56 dones vivint soles), 196 parelles sense fills, 348 parelles amb fills i 92 famílies monoparentals amb fills.
La població ha evolucionat segons el següent gràfic:
Habitants censats

### Habitatges
El 2007 hi havia 879 habitatges, 815 eren l'habitatge principal de la família, 28 eren segones residències i 36 estaven desocupats. 750 eren cases i 92 eren apartaments. Dels 815 habitatges principals, 683 estaven ocupats pels seus propietaris, 109 estaven llogats i ocupats pels llogaters i 23 estaven cedits a títol gratuït; 41 tenien una cambra, 60 en tenien dues, 106 en tenien tres, 177 en tenien quatre i 431 en tenien cinc o més. 696 habitatges disposaven pel capbaix d'una plaça de pàrquing. A 305 habitatges hi havia un automòbil i a 448 n'hi havia dos o més.

### Piràmide de població
La piràmide de població per edats i sexe el 2009 era:
| Homes | Edats   | Dones |
| ----- | ------- | ----- |
| 0     | 95 o +  | 4     |
| 0     | 90 a 94 | 0     |
| 4     | 85 a 89 | 12    |
| 12    | 80 a 84 | 20    |
| 16    | 75 a 79 | 24    |
| 20    | 70 a 74 | 44    |
| 24    | 65 a 69 | 44    |
| 44    | 60 a 64 | 24    |
| 40    | 55 a 59 | 56    |
| 100   | 50 a 54 | 72    |
| 116   | 45 a 49 | 80    |
| 88    | 40 a 44 | 80    |
| 88    | 35 a 39 | 88    |
| 68    | 30 a 34 | 44    |
| 60    | 25 a 29 | 72    |
| 64    | 20 a 24 | 76    |
| 56    | 15 a 19 | 72    |
| 84    | 10 a 14 | 80    |
| 88    | 5 a 9   | 64    |
| 40    | 0 a 4   | 40    |

## Economia
El 2007 la població en edat de treballar era de 1.529 persones, 1.163 eren actives i 366 eren inactives. De les 1.163 persones actives 1.092 estaven ocupades (593 homes i 499 dones) i 71 estaven aturades (45 homes i 26 dones). De les 366 persones inactives 109 estaven jubilades, 155 estaven estudiant i 102 estaven classificades com a «altres inactius».

### Ingressos
El 2009 a Grisy-Suisnes hi havia 816 unitats fiscals que integraven 2.260 persones, la mediana anual d'ingressos fiscals per persona era de 24.046 €.

### Activitats econòmiques
Dels 140 establiments que hi havia el 2007, 2 eren d'empreses extractives, 2 d'empreses alimentàries, 1 d'una empresa de fabricació de material elèctric, 9 d'empreses de fabricació d'altres productes industrials, 26 d'empreses de construcció, 28 d'empreses de comerç i reparació d'automòbils, 10 d'empreses de transport, 5 d'empreses d'hostatgeria i restauració, 3 d'empreses d'informació i comunicació, 2 d'empreses financeres, 7 d'empreses immobiliàries, 24 d'empreses de serveis, 14 d'entitats de l'administració pública i 7 d'empreses classificades com a «altres activitats de serveis».
Dels 32 establiments de servei als particulars que hi havia el 2009, 1 era una oficina de correu, 6 tallers de reparació d'automòbils i de material agrícola, 3 paletes, 3 guixaires pintors, 3 fusteries, 8 lampisteries, 1 electricista, 2 empreses de construcció, 1 perruqueria, 1 veterinari, 1 restaurant i 2 salons de bellesa.
Dels 4 establiments comercials que hi havia el 2009, 1 era una botiga de més de 120 m², 1 una botiga de menys de 120 m², 1 una peixateria i 1 una botiga de material de revestiment de parets i terra.
L'any 2000 a Grisy-Suisnes hi havia 30 explotacions agrícoles.

## Equipaments sanitaris i escolars
L'únic equipament sanitari que hi havia el 2009 era una ambulància.
El 2009 hi havia 1 escola maternal i 1 escola elemental.

## Poblacions properes
El següent diagrama mostra les poblacions més properes.